# 関西三空港の経緯と現状
関西三空港の経緯と現状（かんさいさんくうこうのけいいとげんじょう）では、日本の近畿地方に存在する大阪国際空港（大阪空港、伊丹空港）、関西国際空港（関空）、神戸空港の三空港の建設・運営にまつわる経緯と現状について記述する。

## 概説
かつては、近畿地方の航空交通機能は、大阪国際空港が一手に担っていた。1960年代に入り、高度経済成長にともなって関西の航空需要が拡大すると、近畿地方にも本格的な第二空港必要論が浮上してきた。それからやや時を遅れて、1964年からジェット機が乗り入れた大阪国際空港は、騒音や排気ガスなどの環境・公害の問題から、周辺自治体では大阪国際空港の運用をめぐる訴訟が相次いだ。
運輸省（当時・現国土交通省）は、関西新空港の需要を見込んで1968年から調査を始め、地元自治体の新空港建設反対論を説得して、大阪府南部の泉州沖にて関西国際空港の建設を進めた。この際に、関西国際空港の建設計画について、運輸大臣の諮問機関が出した答申は、大阪国際空港の公害対策と地元の合意に配慮したものであった。この答申は、関西国際空港の開港にともない、大阪国際空港が廃止されるかのような印象を与える内容でもあった。（もっとも、これについて、当時の運輸省は大阪国際空港の廃止方針を公式に定めたものではないと、否定している。）
しかし、1980年代に入ると、大阪国際空港周辺での騒音対策・排ガス対策が進展し、大阪国際空港周辺の空港反対運動を行う革新自治体も減少した。さらに、運輸省は、大阪国際空港の都市への近さゆえの利便性や経済的利益などを各方面から再評価し、大阪国際空港の関西国際空港開港後の存続へ動き出した。そして、運輸省と大阪国際空港の地元自治体連合の11市協（正式名称は、大阪国際空港騒音対策協議会（～2007年）、大阪国際空港周辺都市対策協議会（それ以降））との間で存続協定が結ばれることで、1990年大阪国際空港は存続が正式に決まった。その後、1994年に関西国際空港が開業し、さらに、完全24時間運用のために、関西国際空港には第二滑走路が建設された。一方で、近畿地方の第三の主要空港である神戸空港にも予算がつけられたため、関西三空港の各空港（とりわけ負債を多く抱えた関西国際空港）の採算性について、各方面から疑問が投げかけられた。神戸空港については、阪神・淡路大震災のあとに本格的な予算措置が図られたため、1990年代末から2000年代初頭をピークとして市民による反対運動も行われた。
三空港併存時代を迎えた現在では、航空行政や役割分担のありかたについてさまざまな議論が行われている。その議論の一つの結実が、2012年の大阪国際空港と関西国際空港の経営統合である。

## 過去の経緯

### 大阪国際空港開港-1950年代
大阪国際空港の前身は、第二次世界大戦前の1939年1月17日に開業した大阪第二飛行場である。当時の空港面積は、約16万坪（53万平方m）であった。1940年より日本陸軍に接収され、67万坪に拡張された。日本の第二次世界大戦敗戦後は、GHQが接収し、1953年初頭に、3,000 mの新滑走路を新設を含めた24万坪への空港拡張案が提示されたが、共産党、社会党、地労協を中心に大闘争を展開し、計画は一旦取り止めになった。
その後、空港は1958年3月18日に日本へ返還され、国営の「大阪空港」として開港した。さらに1959年7月3日には、第1種空港として国際路線を開設し、大阪国際空港に改称された。

### 1960年代 空港拡張とジェット時代の到来
返還後間もなく、航空需要の拡大をうけて、自民党関西議員連盟（会長は芦田均）、大阪商工会議所などが大阪国際空港拡張運動に乗り出したが、その案は以前のGHQの手によるものと基本的に同じであった。政府はこの拡張案を承認し、地元自治体に協力を要請した。この際に、地元では野党や労協を中心に、拡張反対闘争の再結成が呼びかけられたが、条件つきで拡張賛成に転じるところも出て、前回の大闘争ほどには発展しなかった。
空港拡張案をめぐり、1961年の豊中市での強行採決につづき、1962年3月には伊丹市でも採択されるにいたった。
1960年代以降の高度経済成長期には、大阪市の近郊にも市街地が拡大し、大阪国際空港の周辺も宅地化の波が押し寄せていた。一方で、離着陸回数の増加や航空機の大型化・ジェット機化がすすめられ、1964年6月より大阪国際空港へのジェット機の乗り入れを開始した。当時は、ボーイング707やダグラス DC-8、コンベア880などの大型ジェット機が相次いで就航した。

### 空港廃止運動
ジェット機乗り入れからわずか4ヵ月後の1964年10月、大阪国際空港周辺の環境改善を求める周辺8自治体の連合の8市協（後の11市協）が発足した。その後も次第に騒音問題は深刻化し、大阪国際空港での夜間の飛行禁止などを求めた訴訟や、大阪国際空港の廃止などを求める公害等調整委員会に対する調停が始まった。
空港反対運動の方も粘り強い活動に転換し、革新政党中心の運動から、地域ぐるみの運動に拡大していった。一方で、当時は日米地位協定第5条によるアメリカ軍（や自衛隊）の優先使用が頻繁におこなわれていた。新明和工業がこの地で軍用機のオーバーホールを行っていた関係で、1960年代には、空港反対運動はベトナム反戦運動とも結びついた。なお、1969年の大阪国際空港の発着回数は約12万回であり、その後半の半年は、およそ4割がジェット機のものとなっている。
空港反対運動により当初の拡張計画は遅延していたものの、1970年の大阪万博に向けて政府は買収を急ぎ、拡張工事は1966年12月に完了した。しかし、国は、地元との交渉の過程で国際便移転の覚書をかわし、大阪国際空港の公害問題を解決するための、関西第二空港の建設の必要性を間接的に認めていた。大阪国際空港周辺では、依然として公害防止対策は未熟なままで、空港周辺地域は不眠症や難聴、地震並の振動など、劣悪な環境下に置かれた。
この事態をうけて1967年に、「公共用飛行場周辺における航空機騒音による障害の防止等に関する法律」（航空機騒音防止法）が制定され、空港周辺の本格的な防音改築などの騒音補償が始められた。この法律は全国の都市空港を対象としたものであるが、この法律にもとづく予算措置は当初から、大半が大阪国際空港の関連のものであった。以後、電波障害対策のテレビ受信料の減免や夜間飛行禁止時間の拡大などが行われていく。1970年2月5日には、大阪国際空港に3,000 mのB滑走路（14R/32L）が供用開始され、空港拡張は大阪万博には間に合わせることができた。
大阪国際空港の環境問題をうけて、1973年には伊丹市が「大阪国際空港撤去都市」を宣言した。また、同じころにボーイング747型機やマクドネル・ダグラス DC-10などの大型ワイドボディ機材の就航が相次いだが、周辺住民は騒音公害の悪化を理由に、これらの大型ワイドボディ機材の乗り入れに対しても反対運動を行った。これらの機材は、従来のボーイング707などに比べて騒音水準は低いものであった。しかし、大阪国際空港に否定的な見解を持つ『ファイプル誌』によると、大型飛行機には圧迫感があり、墜落事故の際は市街への危険が大きいとして、そのために、大阪国際空港での反対運動が続いていたとしている。
また、1969年には、大阪空港訴訟と呼ばれる国を相手取った国家賠償請求訴訟が同空港の付近住民によって起こされた。長期裁判の結果、1981年の判決で、最高裁は、大阪国際空港の周辺では騒音等の影響が甚大だったにもかかわらず、その防止に充分な対応をしなかったことから、国に過去分の損害賠償を命じた。
しかし、「民事訴訟で航空行政を裁くことはできない」という論理のもとで、高裁までで認められていた夜間の飛行差し止めなどは、すべて却下された。ただし、これらの裁判結果を受けて、公害調停が進み、上述のように、夜間飛行の制限や発着回数総枠の制限などの裁判で却下された項目が、実質的に実現しているものもある。

### 1968年-1970年代前半 第二空港の検討と第一次答申
| 候補地の総得点と配分率（1974年度価格）      |                       |        |               |                     |
|                                             | 重要度の配 分率（％） |        | 総体的 総得点 | 概算工事費 （億円） |
| 利用の便利さ                                | 21.7                  | 泉州沖 | 82.7          | 5700                |
| 管制・運行                                  | 19.9                  | 神戸沖 | 73.6          | 5700                |
| 環境条件                                    | 18.8                  | 播磨灘 | 76.6          | 3200                |
| 建設                                        | 12.4                  |        |               |                     |
| 既存権益との調整                            | 8.9                   |        |               |                     |
| 地域計画との整合                            | 12.4                  |        |               |                     |
| 開発効果                                    | 9.1                   |        |               |                     |
| 出典：島津康夫「環境アセスメント」第2版P205 |                       |        |               |                     |

1962年のワイズマン報告書で提唱された関西第二空港の建設論や、関西でも引き続き増大する航空機の需要を受け、国は、既存空港の拡張が困難である東京圏および大阪圏において、それぞれ第二空港の設置の検討を始めた。1960年代後半ごろからは、公害問題の解決も、新空港建設における検討要素にくわえられていった。
大阪圏の新空港建設予定地については、1968年から8か所を調査した。このなかで、大阪南港沖合いなどは、アクセス面が有利とみられた。しかし、1969年5月には、候補地として淡路島、播磨灘、神戸沖、泉州沖の4ヶ所が選定された。調査と審議はその後も続けられ、1970年代前半は指針作成に費やされた。
1974年には、運輸省から、1968年以来の審議の成果である航空審議会第一次答申『関西空港の規模および位置』がしめされた。翌年には、これらの資料やその経過も公表された。これは、新空港の理念について位置づけたものであった。答申主文では、「大阪国際空港の騒音問題の抜本的解決をはかることが緊急の課題であり、したがって新しい空港は、大阪国際空港の廃止を前提として、同空港の機能をかわって受け持つ能力のあるものとしなければならないと認識した」とうたわれた。新空港の具体的条件としては、「騒音を海上に封じ込め、陸域に影響を及ぼさない」、「地域社会の合意なしに計画を決定しない」といった哲学が示された。答申の結びでは、「政府が計画を決定するのは地域社会との合意がなったときだけである」とされていた。
新空港建設の候補地は、淡路島以外の3か所について、7つの観点から比較し、委員の投票によって泉州沖が最適であると決定した（上記の表参照）。以後、国は泉州沖に建設することを目標に手を打っていった。運輸省による、地元泉州での新空港の説明もはじまった。なお、環境条件は騒音、大気汚染、潮流、水質の汚染を考慮した。新空港の立地は、24時間の運用を前提にして、特に騒音対策を優先して、陸地からの距離を5 km離して建設することも決められた。
立地選定の段階で客観的データを用いて、それを公表した点は、従来の日本の公共事業には見られない姿勢である。これは大阪国際空港で発生した騒音問題や、関西より一足先に建設に取り掛かった成田国際空港の土地問題の教訓を汲んだためである。関西では、新空港の陸上空港としての建設はあきらめられ、離着陸経路が市街地に重ならないこと、ある程度の利便性を確保できること、早急に地元の合意を得られる場所であること、といった条件を厳しい水準で満たすことが、新空港建設には求められた。そのため、大阪および阪神間の市街から離れた場所に、新空港を建設せざるをえなかったのである。

### 1970年代後半-候補地での反発と打開への模索
国が新空港建設の答申に向けて、大阪湾各地の建設候補地の選定作業を行う一方で、その動きに対して、1970年より泉州の各自治体と2度にわたった大阪府の泉州案反対決議、及び、淡路島の各自治体による淡路案反対決議などが採択された。このように、大阪湾を取り巻く各自治体が、ことごとく新空港建設反対を決議していた。また、地元での説明会の際には、野次や怒号が起こり、運輸省の担当者が、説明会の3時間何も話すことができなかったといったケースもあった。特に淡路島では「淡路町空港反対同盟」が結成され、三里塚闘争を行う三里塚芝山連合空港反対同盟と連帯する動きが見られた。
運輸省はこれに対処するため、新空港建設予定地周辺の環境アセスメントの体制を強化した。1970年代後半は、この事前準備に費やされた。まず、泉州沖での新空港建設の現地調査を了解してもらうために、地元と協議が始められた。あわせてアセスメントと地域整備の検討機関として「関西新空港調査研究部会」を設立した。これらの調査をおざなりのものにしないために、「11人の侍」とよばれた官民の技術者を結集させて、直接調査の設計に当たった。同時に、講演会や研究会を重ねて、新空港建設への理解者を地道に増やしていく活動が続けられた。
このような努力が重ねられた一方で、新空港建設予定地の海上観測の進捗度を例にあげると、観測塔の設置要請は1976年だが、観測を始めたのは1978年元旦からとなるなど、計画の実行に時間がかかっていた。これは、改めて「（観測塔の設置は）空港の建設を前提としたものではない」と当時の大阪府知事が、国と約束を取り付けるなど、地元の理解をえるプロセスに時間を要したからである。本来の環境アセスメントは、上記の約束で述べたような性格をもつが、他の多くの公共事業では戦略的環境アセスメントを行わず、事業の基本構想が決まったあとに、それにあわせて対策を付加する事業アセスメントばかりであった。そのため、これらの動きは、当時は単なる事業実施の隠れ蓑になっていた例が多かったこともあり、信頼を損なっていたのである。
一方、新空港建設の負担を受ける地元自治体への飴としての性格をもつ地域整備についても、1978年より新空港の対岸における埋立などの開発の検討が開始された。これは、のちにりんくうタウンとして結実する。
政府のこのような努力が実を結び、泉州の地元の11市町でも、新空港建設への反対決議が順次取り下げられていった。一方、こうした地味なやり取りから、世間一般には、依然と新空港建設への着手の見込みが立たないまま、1980年代を迎えたように見えた。
1980年9月には、新空港建設についての航空審議会の二次答申がなされ、工法の検討が課題となった。1981年に、これらをまとめて、
- 『関西国際空港の計画案』
- 『関西国際空港の環境影響評価案』
- 『関西国際空港の立地に伴う地域整備の考え方』

のいわゆる3点セットが示された。これらは、日本初の計画アセスメント（戦略的環境アセスメント）と呼ばれた。これらは一般に販売も行われた。そのなかで第一次答申の地元協議をおこなうため計画案が示された。

### 新空港の技術的課題
新空港建設の事前調査と平行して、陸から沖合い5 kmに空港を建設する方法についても検討がなされた。騒音を軽減するための立地を求めようとするほど、立地は沖合になり、海は深くなり、建設予定地の平均水深は20 mに達した。しかも、海底表面には、約18 mの軟弱な沖積粘土層が堆積しており、ここに新空港を建設することは、「豆腐の上に金塊を乗せるようなもの」とまで言われた。
また、せっかく土運船から投下した土砂が、海流に流されたり、それが原因となって付近の海が汚染されたりする可能性があった。さらに、護岸建設による海の生態系破壊の懸念もあった。世界に目を転ずると、当時、巨大人工島による海上空港構想は、1971年に「8ヵ国海上空港計画国際会議」でイギリス、デンマーク、オランダなどいくつかの国の構想が披露されていた。しかし、これらのなかに、事業着手の見込みが立っているものは一つもなかった。1970年代末には、埋め立てではなく、メガフロートによる新空港建設なども提案されていた。しかし、埋め立てによる新空港建設に向けて、1977年から1982年にかけて技術革新が行われた。長大ボーリングによる土質調査、土砂の投入位置制御、サンドドレーン工法、各地点の沈下量の予測技術、不同沈下が発生した場合のための構造物のジャッキアップ装置、緩傾斜石積護岸などによる藻場の育成など、といった当時の最新技術を導入することで、第一次答申通りに、埋立で新空港を建設する見込みが立ち、空港建設は前進することになった。

### 1982年 神戸の私案発表
関西圏の新空港建設議論が進められるなかで、1972年に神戸市議会は、神戸沖空港反対決議を賛成多数で可決していた。翌年の市長選挙では、新空港建設問題が争点となった。現職の宮崎辰雄市長が神戸沖空港の新空港建設に反対を表明し、空港推進派が推した対立候補をしりぞけて、再選された。これにより、神戸市の新空港構想は一旦消滅した。しかし、上記の通り、大阪府が調査を受け入れ、各反対決議が取り下げられ、3点セットが示され、泉州沖の関西新空港建設へ向けて動き出すなか、都市開発に遅れを取る形となった神戸市側は、危機感を抱くようになった。1982年には、かつて、新空港建設反対を表明した宮崎市長自らが、運輸省に「神戸沖空港試案」を提出した。これに呼応して、神戸市議会でも、全会派が「空港反対決議」の転換意見書を採択した。市長・議会は空港反対の立場から空港推進の立場へ大きく変わったのであった。

### 泉州周辺自治体の転換・神戸への空港容認
このような神戸沖での関西新空港建設を推進する動きに対し、1982年には、泉州11市町は、上記の新空港建設反対の取り下げからさらに踏み込んで、泉州沖での関西新空港建設の要望決議を採択した。さらに、泉州の推進派は、かつて神戸市が新空港建設に反対の姿勢をとっていたことを批判材料として、「一旦神戸は関空を蹴ったのに」を合言葉に猛烈に巻き返して、神戸沖建設の試案を批判した。運輸省航空局は、神戸沖での新空港建設の反対決議が行われて以来、空港関連についての神戸市の関係者を出入り禁止にしており、泉州沖での新空港建設推進の立場を維持しつづけた。結果、新空港建設の神戸沖案は不適格であるとして、審議会では、建設地選定は泉州沖での決定で解決済みであるとして、建設候補地の再審議の可能性を否定した。
しかし、兵庫県、神戸市を中心として、新空港建設地が神戸沖である必要性（＝泉州沖の問題）を指摘する活動は継続し、新空港建設の泉州沖への決定について、同意をしぶっていた。そして、1984年には、兵庫県は、泉州沖での関西新空港建設案への同意表明を行うことを交換条件に、将来の神戸沖に地方管理空港として新空港を関西新空港とは別に建設することを要求した。これは、翌年の国の空港整備計画に、調査空港として位置付けされた。以上が、現在の関西国際空港および神戸空港の建設方針決定の経緯である。
その後、神戸空港の計画そのものは、行政レベルで継続的に進められていた。しかし、神戸沖への新空港建設にはいくつかの問題があった。大阪湾の水質汚濁などの環境問題や、既に近隣には大阪国際空港があり、さらに泉州沖の関西新空港が建設されることになるため、神戸沖の新空港の採算の問題や、空域の調整の難しさ、船舶航路との干渉、予定地域の活断層といった安全性の問題など、といった各観点に疑問を持つ人々がおり、早期から神戸沖の新空港建設には反対運動が存在した。1990年に、神戸市は全会一致で、神戸空港建設の推進議決を行ったが、この段階でも、神戸市議会内に空港反対の意見が存在し、社会党と新社会党の分裂の要素の一つともなった。また、神戸空港建設に否定的な「神戸空港を考える会」も発足した。しかし、阪神・淡路大震災が発生するまで、これらの活動は概して限定的で、全市民的な運動とはなりえていなかった。
一方で、関西新空港は、1984年に最終的な建設計画がまとまった。しかし、第二次答申で示されていたような24時間運用の空港ではなく、滑走路も1本であるといった、変則的な計画となった。このことについて、当時、運輸省で予算要求の最終調整を担当した小坂英治は「空港の計画技術は素人であり、上記の危惧に思いが十分およばなかった。このため、予算額をしぼりこみたい財政担当者の主張に負け」た、と述べている。
また、新空港建設には民間活力の導入をはかるため、アセスメント段階の1984年に、建設・運営主体として「関西国際空港株式会社」が設立された。翌年に発表された計画の概要では、総事業費は1兆円、出資金は国が800億、大阪府をはじめとする11の自治体が200億、民間企業が200億で、残りは借り入れ金となっていた。当時は民間からの出資希望が多く、しぼりこむ必要があったほどだった。
関西新空港建設では、元々騒音が陸地に被らないことを見越して位置を決めたこともあり、ほかの環境対策も以前に行われていたアセスを経て方針が固まっており、既に1987年には、515 haの人工島と空港ターミナルビル1棟、滑走路1本の建設を含む、関西国際空港の第一期工事が着工された。しかし、ここで出資比率を高めておかなかったことが、のちに関西国際空港株式会社の経営に大きく影響することになった。

### 大阪国際空港での公害対策の進展
関西国際空港建設が進められる一方で、環境庁は1973年12月27日に、「航空機騒音に係る環境基準」を告示した。これにより、大阪国際空港周辺でも、評価尺度WECPNLに基づいた騒音対策が開始された。具体的には、同基準を基に航空機騒音防止法の改正が1974年に実施された。全国各地の都市型空港の周辺にて、従来から実施されてきた公共施設の設置に加えて、住宅防音工事や家屋移転補償などの施策が、法制化された。このうち、住宅防音工事についてみると、1985年までに対象家屋への工事は概ね完了した。このように、1980年代以降には、こうした対策によるストックが蓄積されていった。
騒音の発生源対策としては、ICAOが制定したANNEX16の勧告に従い、航空法が1975年に改正された。この改正で、「騒音基準適合証明制度」が創設された。空港を発着する各機種は、定期検査時において、この制度を満たす環境性能を持つことが求められるようになった。そのため、大阪国際空港へ飛来する機種も、高バイパス比のターボファンエンジンを装備した、従来よりは静音化されたものに更新されていった。また同時に、従来の騒音源として知られたDC-8は、1988年に日本での飛行が禁止された。1974年9月より、航空機の飛行方式にも工夫が加えられた。飛行の安全を損なわない範囲での実施との前提で、大阪国際空港での離着陸には、騒音軽減運航方式が採用された。
五十嵐寿一によれば、1973年には、騒音の影響範囲を示す騒音コンターで減少がみられた。かつて、騒音コンターで示されたWECPNL75以上の地域の面積は4600 haであったが、1983年には1600 ha、1991年には1400 haに減少した。また、地域全体の騒音レベルも、1973年の時点と比較して、10 dB程度下がっていた。このような結果をうけて、後年の論評では、大阪国際空港での、騒音を含む周辺環境対策は概ね達成された、と評価されている。もっとも、騒音のさらなる改善を目指して、地元の行政による騒音測定は、2013年時点でも継続されている。関西新空港建設候補地をめぐる上記の自治体間での顛末や、大阪国際空港の地元での革新自治体の保守への回帰といった現象など、関西の社会全体の動きに流されるかたちで、大阪国際空港の地元の空港への意識は変化していった。そうしたなかで、関西圏の航空需要の増加傾向は、一向に留まる気配がなかった。

### 1990年 大阪国際空港の存続方針の確定
亀山秀一によれば、大阪空港訴訟における1980年の調停条項において、「本件空港の存廃については，被申請人（国）はその責任において、関西国際空港開港時までにこれを決定すること」と提示されていた。このため、運輸省は、大阪国際空港の存廃についての判断に必要な調査研究を続けていた。そして、関西国際空港開港を約4年後にひかえた1990年12月3日に、関西国際空港開港後においても大阪国際空港を国内線の運用に限定して存続させる方針となった（運輸省と周辺自治体連合の11市協による「大阪国際空港の存続及び今後の同空港の運用等に関する協定（通称：存続協定）」の調印）。この背景として、地元では、当初は大阪国際空港の移転・廃止を主張していた周辺自治体の一部が、航空機の騒音軽減・周辺対策の進展とともに、大阪国際空港の利便性と経済効果を理由に、空港存続へと転換したことが挙げられる。さらに、政府行政では、運輸省が、将来の関西圏の航空旅客需要をまかなうためには、関西国際空港だけでは足りないと判断したことも挙げられる。こうして、運輸省は、大阪国際空港の存続を地元に打診し、地元は受け入れ、上記協定締結へとつながった。さらに、都心から遠く離れた関西国際空港のみでの運航では、主力路線の大阪-東京路線が、東海道新幹線との競争力を喪失することになるため、航空会社側も大阪国際空港の存続を望んでいた。
大阪国際空港の存廃に関しては、運輸省航空局は1974年8月15日に、「『大阪国際空港の廃止を前提として』の運輸省の考え方」を作成して、同年に打ち出していた答申は、ただちに大阪国際空港の廃止を迫るものでない、ということを運輸大臣に説明していた。また、2004年8月25日から9月24日におこなわれた「大阪国際空港の運用見直し案に関するパブリックコメント募集結果について」にて、国土交通省（運輸省から改名）は、「関西国際空港の建設については大阪国際空港の廃止を前提としたものではなく、「仮に大阪国際空港が廃止されても、その機能を十分に果たしうる新空港の建設を推進すること」という目的のもとに建設された」と述べており、当時の答申は大阪国際空港の廃止を定めたものではないということを、改めて回答している。
したがって、第一次答申の意向とあわせて解釈すれば、答申は「同空港の機能をかわって受け持つ能力」について記したものと受け取れる（Kansai空港レビューの見解に基づく）。

### 関空2期工事
上記の大阪国際空港存廃についてのものなどを含めて、答申とは、法的拘束力を持たず、指針を示したものである。しかし、文理解釈があまりにも額面からかけ離れていたり、政策がまったく異なったりするものである場合は、政府内の当事者同士でも信頼をゆるがすことはある。例えば、佐藤章・著の『関西国際空港　生者のためのピラミッド』によれば、大蔵官僚にとって、運輸省の下した大阪国際空港の存続決定は、大蔵省への裏切りに映ったという。なぜならば、「1993年度までにつかった伊丹空港の騒音対策予算は約6186億円。これは全国の空港騒音対策予算の58%」にあたり、大蔵省は、大阪国際空港の廃止を考慮した予算を立て、莫大な費用が投下されていたからである。
航空需要の面からも、これらの施策には疑問が投げかけられていた。後に関西圏には神戸空港も建設されることになるが、これらの関西三空港を満たすほどの航空需要があるのかどうかについて疑問視された。このため、関西国際空港の2期工事のボーリング予算には、神戸沖での実施分も含められた。建設に必要な事業費が、関西国際空港の数分の1で済む神戸空港の建設は、大蔵官僚には魅力的であった。また、神戸の財界人なども、神戸空港建設の陳情攻勢を繰り返していた。このように、神戸空港新設と関西国際空港の二期拡張工事とが、秤にかけられることになった。しかし、運輸省側も、各方面へ関西国際空港拡張の理解を深めてもらう努力を続け、1996年には、関西国際空港の2期工事が着工準備が採択された。

### りんくうタウン問題の顕在化
関西国際空港建設に対して、泉州の周辺自治体が賛成に転じた一方で、大阪国際空港と関西国際空港の両方にとっての周辺自治体であり、新空港建設の合意形成において、重要な位置にある大阪府では、新たな動きがあった。1979年に、革新知事であった黒田了一にかわり、開発行政に肯定的な岸昌が新たな知事に当選したのである。
これを追い風とし、1980年代には、関西新空港の対岸での埋立事業は急速に具体化した。沿岸の造成は、大阪府により6000億円の費用をかけて行われた。造成・開発後を見越して、1980年代末から1990年ごろにかけて、関西国際空港とスカイゲートブリッジで隔てた、泉佐野市の対岸（海岸沿い）地域でも、開発の機運が高まった。50棟を超す超高層ビルや百貨店などを建設する計画が立てられ、これを「りんくうタウン」と称した。
しかし、バブル崩壊後、次々とこれらの計画は凍結されることになった。2000年代初頭までにできた関西国際空港対岸の集客施設は、りんくうタウン駅（1994年開業）や、泉佐野市や大阪府の公共施設、総工費約650億を投じて第三セクターにより運営されるりんくうゲートタワービル、それに、流通・製造・加工ゾーンの一部にとどまった。

### 1990年代後半-震災後の神戸空港計画への反発
再び神戸市における神戸空港建設の動きについて記述する。神戸空港の建設が大きな市民活動により問題視されたのは、阪神・淡路大震災（1995年）の後である。笹山市長は、震災からわずか1週間後には、引き続き神戸空港建設を明言した。さらに、震災復興計画に神戸空港計画をもりこんで、「防災の拠点」と位置づけた。
しかし、革新的な論調である朝日新聞などによると、震災とからめた神戸空港建設の上記の動きは、震災で日々の生活にダメージをうけた市民の感情とは大きく乖離し、むしろ逆なでしたものとして、市民の大きな反発を招いたと報じられた。当時は、宮崎市長以来の、埋め立てを中心とした土地開発行政が、バブル崩壊後行き詰ってきていた。加えて、震災前から増加しつつあった市債がさらに急増し、起債残高が一般会計・特別会計等をあわせて3兆円にもなった。このような財政的にきびしい状況において、空港建設のような大規模プロジェクトを危惧する考えなどもあわせ、神戸空港建設反対の動きは、次第に大きな市民運動へと発展した。
また、震災により、ポートアイランドで液状化現象が発生し、神戸大橋の橋脚がずれて、一時通行不能となった。そのようなポートアイランドを介して、南側で橋でつながる神戸空港が、震災時に防災拠点になるのかについても疑問視する声があがった。
この間、神戸で震災ボランティアにたずさわった作家の田中康夫（前長野県知事・新党日本代表）が、“勝手連的に”「神戸市民投票を実現する会」を結成して、自らがその代表を名乗りをあげた。田中は、市民運動への取り組みをみせ、知名度の高さを活かして、神戸を頻繁に訪問するなどして、積極的に活動をかさねた。その結果、神戸空港をめぐる市民運動は、さらに広がりをみせた。そうしてこの運動は、「神戸空港建設の是非を問う住民投票条例」を求める直接請求運動として展開された。加えて、その受け皿として、市民団体「神戸空港・住民投票の会」が組織された。
1998年には、住民投票条例の直接請求を求める署名運動が展開されて、有効署名は307,797人に達した。この直接請求をうけて、「神戸空港建設の是非を問う住民投票条例案」が議会に提案されるが、神戸空港建設推進派が多数を占めていた神戸市議会では、大差で否決された。1999年に行われた市議会選挙では、震災直後に引き続き、神戸空港反対派の議員は増加したものの、議会構成に影響があるほどの勢力にはなりえなかった（空港反対派19議席→23議席に対して、空港推進派は51議席→49議席）。その後の市長リコールの直接請求署名運動も行われるが、こちらは盛り上がらず、不成立となった。また、1999年には、野党議員によって、「神戸空港建設の是非を問う住民投票条例案」が、市議会に再度提案されるが、これも賛成少数で否決された。
そして、1999年9月には、神戸空港島の埋立てが着工された。2001年の神戸市長選挙では、神戸市助役で元空港整備本部長だった矢田立郎（無所属）が初当選した。このとき、空港反対派は、矢田の対立候補の一本化に失敗していた。さらに、神戸空港の建設活動や手続きが進むにつれて、空港反対の市民運動は沈静化に向かった。このような流れをうけ、2003年の市議会選挙では、建設反対派議員は議席を減らす結果となり、ほぼ震災前の水準に逆戻りした。
その後も、神戸では、一部の市民グループによって、空港工事差し止めの一連の訴訟が行われたものの、そのうち一つが2004年に神戸地方裁判所で棄却された。さらに、2005年に大阪高等裁判所で、神戸空港の開港後の2007年も最高裁判所で棄却されるなどし、いずれも成功していない。2005年には、小型機用地の利用に関する差し止め訴訟も、神戸地方裁判所で棄却された。こうして、着々と工事の進む神戸空港を、開港前に中止するのは困難となった。開港前の最後の選挙である2005年の神戸市長選挙では、対立候補の一人は空港反対を争点にしたものの、空港反対の動きはもりあがらず、現職の矢田が再選された。
そして2006年2月16日、神戸空港が開港した。

## 近年の動向

### 大阪国際空港
2000年代には、大阪国際空港の騒音低減や関西国際空港の利用促進を狙い、大阪国際空港の空港機能制限が行われていたが、下記の関西国際空港との経営統合の後は、大阪国際空港の利用促進策が図られ、大阪国際空港はかつての賑わいを取り戻しつつある。
2000年代に行われた大阪国際空港の機能制限政策に関する動き
関西国際空港開港後から、関西国際空港との経営統合までの期間に、大阪国際空港は様々な機能の制限を受けてきた。
大阪国際空港は、定期国際便の就航のない「国際空港」であった。そのため、2005年度予算編成時に、財務・国土交通両大臣間でなされた合意で、下記三項目が検討された。
- 空港種別の変更（第一種空港から第二種A空港）
- 発着回数総枠や運用時間の限定
- 環境対策費の大幅削減や空港利用者負担制度（利用者から特別着陸料300円を徴収）の導入

上記のうち、空港種別の変更については、各方面で議論が起こった。滑走路などの基本施設の維持・整備費は、第一種空港の場合は、国が全額負担する。一方、第二種A空港になると、地元に維持・整備費の3分の1の負担が生ずる。空港種別の変更には、周辺自治体（11市協等）は反対し、第一種空港としての存続を求めた。このときの種別変更は、結局見送られた。
国土交通省交通政策審議会航空分科会は、2007年6月21日に、大阪国際空港の種別変更（格下げ）の検討が必要、という答申案を出した。しかし、前回同様に、11市協は反対の姿勢を示した。これについて、一般紙は「3空港が特性をいかし、連携して航空需要をになうことが必要」と論評した。その後、兵庫県の井戸敏三知事も、10月15日の会見で、大阪国際空港の維持・整備費の地元の負担増などに関して批判した。また、大阪府の太田房江知事（当時）は、国土交通省に対し、大阪国際空港は国の管理運営する基幹空港として維持することと、地元に維持・整備費の負担を求めないことを、要望した。この件で、両知事は、10月5日に国土交通省を訪れ、冬柴鐵三国土交通大臣（当時）に、上記の主張をまとめた要望書を渡した。
太田に代わり大阪府知事となった橋下徹は、2008年7月に、「関西3空港の運用方針の見直しとともに、大阪空港の廃止を視野にいれた」関西国際空港活性化案を検討するチームを設置した。これは、多方面を巻き込んだ議論をしたうえで、年内に一定の結論を出すことを明言していた。31日には、橋下は、航空会社や関係省庁に、上記の主張を要請するため上京した。この動きは、関西国際空港への就航便数の減少により、関西国際空港が非活性化して、結果として、大阪の経済が地盤沈下することを懸念したためである。泉佐野市などの関西国際空港の周辺自治体は、この動きには歓迎ムードであると伝えられた。しかしながら、上述の経緯より、大阪国際空港の存続を決定した国土交通省や大阪国際空港の周辺自治体らは、反発した。一連の動きによって、関西3空港のあり方が、地元の自治体によって、改めて問われることとなった。
上記のこの動きは財界でも議論への刺激となったほか、関西国際空港に近い泉州地域では、大阪国際空港の廃止を要望する決議を行った自治体もあった。
なお、橋下が設置した上記チームによる検討と、さらなる議論の結果、2009年1月に橋下は、「勉強不足であった」として大阪国際空港廃止論を撤回した。そして、大阪府としては、関西国際空港の活性化を重視し、関西3空港の一体的運営に関しては、将来的な課題とする、という府の従来方針に準じた内容を、関西3空港に関する提言としてまとめたことを表明した。
橋下をめぐっては、その後、大阪国際空港の存廃について、様々に主張が変遷している。
橋下のような動きがある一方で、大阪国際空港において、中国や韓国などとを結ぶ近距離国際線の復活を望む声も、地元に根強く存在している。
2012年の関西国際空港との経営統合後の大阪国際空港再活性化策
上述のものも含めて、関西三空港のあり方について、多方面で議論が起こり、その中でも、大阪国際空港と関西国際空港の一体運営論は、両空港の活性化などの面から魅力的であった。それらをうけて法整備なども進み、新会社の新関西国際空港株式会社が設立され、2012年7月1日には、この会社のもとに、大阪国際空港は関西国際空港と経営が統合された。従来の航空旅客を奪い合う両空港の構図は見直され、両空港の協力体勢がスタートした。これまで規制を受けてきた大阪国際空港も、利用促進・再活性化が進められることになった。さらに、大阪国際空港からあがる利益で、関西国際空港の国際競争力強化も進められた。
大阪国際空港の再活性化策の一例としては、2013年の低騒音ジェット機枠の創設が挙げられる。大阪国際空港での、ジェット機の運航を増やし、大阪国際空港の利用者を増やす試みである。

### 関西国際空港
1994年9月4日に関西国際空港が開港した後、2006年2月16日には国内線専用の地方空港として神戸空港が開港した。さらに、2007年8月2日には関西国際空港2期工事により、第二滑走路が供用を開始した。関西圏は関西三空港時代を迎えるとともに、関西国際空港は、発着容量が増加し、完全な24時間運用が可能な体勢となった。
2007年現在、関西国際空港の有利子負債は、1兆円以上存在していた。また、第2期工事費用の予算を認める条件として、関西国際空港の「年間発着回数約13万回達成」を財務省から求められていた。しかし、2008年は、不況などの影響により、関西国際空港の頼みの綱となるJAL、ANAを中心に、発着便の大幅な減便が行われるなどして、前年比で発着回数が下回る結果となった。今後も、両社共に発着便の減便（もしくは廃止）を行うことを示唆しており、財務省から提示された発着回数の達成は難航していた。これらをうけ、関西国際空港では、予算の緊縮体勢を取り、経営の立て直しを図った。その一方で、貨物便の実績については、近年では、アジア経済の成長により、増便が続いており、この後、関西国際空港は貨物ハブ空港を目指していくことになる。
2006年には、関西国際空港では、事業採択から10年を経過したため、「国土交通省所管公共事業の再評価実施要領」にしたがい2期事業の費用便益分析について再評価を行った。その結果は、「評価対象期間【限定供用＋50年間】」の場合において、全体事業で費用対効果（B／C）は、5.7であった。2前後の便益の公共事業も多いなかでは、高い値を示しているといえる。
2012年には、上述のとおり、新会社の新関西国際空港が設立され、大阪国際空港との経営統合にいたり、関西国際空港は新局面を迎えた。以後、大阪国際空港の利益をもって関西国際空港の経営改善が図られていくことになった。

### 神戸空港
2000年代に入り、神戸空港の工事が進んで、開港が現実のものとなってくると、近年の神戸空港批判論には、他の2空港との需要の食い合いによる、採算性の問題が前面押し出されるようになった。この批判への対応として、神戸発着の便数と利用者の増加の方策が考えられた。『ファイプル増刊　第5弾』では、当時規制を受けていた大阪国際空港からの国内線のシフト先を、関西国際空港だけではなく、神戸空港にも割り振ることを提案していた。
また、神戸空港の発着数増加の策の一つとして、神戸空港の国際空港化が議論された（下記報道・外部リンク等を参照のこと）。しかしながら、神戸空港は、2,500 mの滑走路を1本有するのみである。これでは、検疫等の国際空港に必要な設備を整えたとしても、長距離を飛行する大型機の発着には、空港施設として課題が残る。神戸空港の地元以外では、関西国際空港株式会社の村山敦のように、神戸空港が合意での位置付け（国内線のみの運用）から逸脱するのを警戒する向きもあった。さらに、関西国際空港の2期工事完成以前には、関西国際空港の足を引っ張らないため、神戸空港の地元財界でも、神戸経済同友会の2006年2月13日のアピールのように、神戸空港の国際化には遠慮した内容の声明が出された例もあった。
神戸空港の開港により、ポートアイランドの土地売却は加速した。しかし、神戸空港島の土地売却は、ほとんど買い手がついていない状況であり、先行きに不安があった。
2007年8月2日には、関西国際空港が第二滑走路の使用を開始した。これをうけて、神戸商工会議所の水越浩士会頭は、「完全二十四時間運用の国際空港が誕生し関西、日本経済の発展に寄与すると期待している。神戸でも神戸空港との連携強化に努めたい」と述べ、神戸経済界は歓迎ムードを示した。
24時間運用が可能にもかかわらず、長らく7時から22時までに運用時間が規制されてきたが、2017年には関西三空港懇談会座長も務める松本正義関西経済連合会会長から、神戸空港運用時間の規制緩和を検討する意向が表明された。

### りんくうタウン
りんくうタウンでは、公共施設の建設の際に地価が高騰していたことなどもあり、それらの建設費はその後に重荷となった。1500億円もの費用を投じて、多くのハコモノ施設、下水道などのライフライン整備も負担した泉佐野市は、関西国際空港の経済効果による開発収入を期待していた。当初計画では、全ての用地を、大阪府の第三セクター会社などを通して、分譲する予定であった。しかし、分譲は進まず、財政の先行きに暗雲が広がった。最も先行きが不安であった1990年代から2000年代初頭には、マスコミにより、関西国際空港の関連事業への見解の一環として、りんくうタウン事業に対する、大阪府の見通しの甘さが批判される事が度々起こった。
そのため、りんくうタウンでは、施設の一部を定期借地権方式に切り替えた。その結果、2005年には、工場やヤマダ電機、イオンモール、ニトリ、スポーツデポなどの大型店が出店（あるいは出店予定）するなどして、企業の進出ラッシュが起こった。従来からあった副都心という構想とは離れることになるが、高層住宅の建設計画も現れた。一方で、韓国のテーマパークの「りんくうコリアビレッジ」を計画するものの、これは頓挫してしまった。2008年4月には、航空保安大学校（東京都・羽田）が、りんくうタウンへ移転した。さらに、約7.6 haの商業地に、大和ハウス工業により、職業体験型テーマパーク・大観覧車などを集めた複合商業「りんくうプレジャータウンSEACLE」が、2007年10月に開業した。
以上の結果から、2003年頃に45.7%だった契約率は改善し、2007年3月31日の時点で、計画面積のうち民間・公共施設合わせて77.3%が契約済みとなった。特に、流通・製造・加工ゾーンは、関西国際空港の二期工事の完成とアジア地域の経済発展による国際航空貨物の取扱量増加を背景に、設備投資が続き、急激に進み、2006年末で95%が契約済みとなった。
その一方で、定期借地権方式を採用したことによって、その代償として、約3000億円の赤字が残ることとなった。すなわち「もうかっても赤字は消えない」ということであった。そのために、依然として大阪府や泉州地域の市町村の財政悪化問題は解決せず、これらの自治体には空港関連以外の問題もあったため、財政再建団体に転落しかねない状況になった。それに加えて、第三セクター法人も問題を抱えており、「りんくうゲートタワービル株式会社」は、2005年末に会社更生法の適用を申請して、破綻した。この第三セクターに関しては、大阪府が経営支援策を発表するなどの対応を取った。また、泉佐野市は、2004年度に財政非常事態宣言を出した。泉佐野市はその後、歳出削減を進めて、2006年度には普通会計決算で一旦黒字としたものの、2008年度には再度の財政悪化に伴い、早期健全化団体に転落した。しかし、りんくうタウンと関連性の低い市町村（阪南市・岬町など）でも、年々財政悪化が進んでいる。このことについて、岩室敏和（阪南市長；当時）は、地元紙（ニュースせんなん）のインタビューで、「りんくう・関空からもたらされた効果は（りんくうタウン・関空を持つ市町村との）格差だけ」と苦言を呈した。
2007年末、国土交通省は、関西国際空港株式会社の有利子負債削減と通行料金の引き下げを狙って、関西国際空港連絡橋を買い取り、国有化することを決めた。これに対し、連絡橋の固定資産税を関西国際空港株式会社から毎年約8億徴収していた泉佐野市は反発し、国土交通省に税収減分を補填する措置を求めた。しかし、泉佐野市は、国土交通省から提示された支援策の内容に不満を示し、物別れに終わり、そのまま橋は国有化された。これをうけて、泉佐野市は2008年8月19日に、空港連絡橋に独自の通行税を課税する条例案を市議会で可決した。「物の流通に重大な損害をあたえないこと」などといった条件がなければ、総務省は自治体の新税に同意しなければならないが、増田寛也総務大臣は、「対応の方針は中立的な白紙」と26日の会見で述べた。民間からは、関西国際空港株式会社のほか、大阪府トラック協会からも、通行税の課税は値下げ効果を減殺することであるとの理由で、新税へ反発の声を上げた。

## 関係者・識者の議論
関西三空港は、複雑な経緯を持っているため、専門家や当事者の中にも立場に応じて、多様な見解が存在する。例えば佐藤章は、関西国際空港ひとつとっても、予算は大蔵省が、人事は運輸省、大阪府、大阪市、そして関西電力、松下電器産業、サントリーなど、地元関西の有力財界人が握っていると指摘しており、複雑な利害関係について述べていた。また、以下の各空港ごとの、その空港を肯定する主張の発信者は、当該空港の近隣の自治体などの関係者に多い。

### 行政（旧運輸省 現：国土交通省）寄りの視点
関西経済同友会事務局長の斎藤行巨は、経営力をキーワードとして受け答えする中で、「悩ましい問題ですね」と三空港をめぐる過去の錯綜を認めながらも「伊丹があるから関空の経営が苦しくなるとはあまり考えない方が良い」とコメントした。
運輸官僚時代に空港計画に関わった、元大阪産業大学教授の今野修平は、「基礎認識が整理されないまま議論が行われている」と述べ、規模や予算の問題より、航空交通をどう導入するかについての議論が重要である、と指摘している。その観点から、海外で空港インフラが充実している都市の例をあげた後に、神戸空港について言及し、「いきさつもあり、けしからんと言う人がいますが、都市のためのインフラとして認めるのであれば、あれだけの大都市ですから神戸以西に住む人たちのための空港があってもおかしくない」と述べた。ただし、「堺や大阪市のお客さんをとろうなどというのは神戸空港の計画理論にはないし、需要予測にも入れていません」と語った。さらに、三空港の使い分けについては、複数空港を抱える都市の先行例である首都圏を例にとり、「国際線で国内に降り立って国内線に乗り換えられない空港」を「機能分担として異常」であると指摘し、首都圏の轍を踏まないように、と主張している。また、大量の小型機が発着する八尾空港にも言及し、八尾空港の容量にゆとりが生まれている事から、八尾空港の活用を提言し、一部地方や離島などへの「公共交通」が、大阪国際空港から締め出されている状態を「羽田病をひきずっている」と批判した。また、関西国際空港がハブ空港となるために、その母体になる航空会社を設立する必要性についても指摘して、「関西は、阪急、阪神、近鉄といった電鉄会社を育てました。国際交通では商船三井という海運業をちゃんと育てています。ところが航空の時代になってからは誰も声をかけないし、コミューター航空会社すら成立していない。これは政策の問題ではない。経済界の認識が立ち遅れてしまったのだと思います。」と述べて、それらの遠因が、輸送用機器やIC関連などといった付加価値の高い産業が、関西で発達しなかったことである、との認識を示した。行政については、「それなりの努力をして、反対運動と対峙しながら空港をつくってきた」点を評価している。

### 大阪国際空港寄りの主張
大阪国際空港寄りの主張は、地元自治体のほか、航空会社などの航空関連業界・団体のものが多い。
11市協のうち、伊丹市議会は1973年に「空港撤去宣言」を議決していた。しかし、2005年の藤原保幸市長への交代により、大阪国際空港存続の姿勢が強化され、2006年10月4日に「共生都市宣言」に転換した。また、11市協や大阪国際空港及びその周辺地域活性化促進協議会（空港活性協）は、大阪国際空港の空港機能拡大へ強い意欲を見せており、「関空と綱引きしてでも近距離の国際線を再び就航させるべきだ」と将来像を描いている。
一方で、11市協に参加する自治体でも温度差があるようで、伊丹市のように大阪国際空港との共生を前面に推し出す自治体がある一方、尼崎市長の白井文のように、「いつのまにか騒音対策協議会が『活性化協議会』に変わっている」と名称変更後も11市協に参加しながらも、困惑しているケースもあった。
大阪国際空港を拠点空港とする航空会社は、個々の会社がマスコミの取材に応じている他、業界団体を通じて意見表明も行っている。2002年11月に、国土交通省は大阪国際空港の空港機能の縮小や、環境対策の受益者負担として、大阪国際空港の着陸料を49万円から98万円に引き上げる事を提案した。これに対して、航空会社で組織する定期航空協会は意見を発表し、関西国際空港には大阪国際空港の代替性がないこと、具体的には利用者の選好性が低いことに加え、航空会社にとっても運航コストが高いとし、「提案された空港機能の縮小案に対し反対する」とした。また環境対策としての着陸料の引き上げにも反対した。
最近では、2007年の関西国際空港の第二滑走路の使用開始に併せて開かれた上記のシンポジウムで、パネリストから着陸料など関西国際空港の高コスト体質に対する批判が多く出された。これについて、日本航空会長の新町敏行が発言し、「関空の着陸料は、世界の他空港の約二倍。これでは国際競争には勝てない」と述べてた。定期航空協会からも、交通アクセスが良く、大阪国際空港が現状の安い着陸料のまま使用できることを望んでいると、コメントがよせられた。
上述のとおり、大阪国際空港は、2012年には、関西国際空港と経営統合され、上記の規制議論は大きく転換し、大阪国際空港の活用へと動き出すことになった。

### 関西国際空港寄りの主張
株主や関連事業経営者などの関西国際空港とのステークホルダーによる主張が多く、関西国際空港の経営が圧迫された2000年代を中心に、大阪国際空港に対しては、かなり敵対的な発言をする者もいた。現在は、大阪国際空港と関西国際空港は経営統合され、関西国際空港にとって大阪国際空港は、競争相手から協力者へと変化しており、これらの主張にも一部に変化が現れてきている。（橋下徹大阪市長など）

#### 関西国際空港会社社長村山敦
村山敦は、関西国際空港の経営者として多くの発言を行ってきた。社長に就任した当初は「伊丹空港の一定のシーリング（上限枠）を定めるべきである。長距離線は関西空港、短距離線は伊丹空港とスミ分けもするべきである。伊丹空港には騒音対策費が7,000億円も投入されている。そうした空港に便利さだけに拡大をのばなしさせていいものか、関西の人達に環境に対するモラルも問われる」とコメントし、2007年の泉南文化ジャーナル社のインタビューでも、「関空建設に際しての経緯そして原点は決して忘れていただきたくない」と述べ、2007年時点でも、大阪国際空港の機能維持・拡大には否定的であった。
一方で、村山は、国に対しても「関空の国内線の便数が減ったのは、国がお決めになった方針を変更されたために起因する部分が大きく、関西それぞれの三空港の役割分担を明確にしておく必要があると考えております」と述べた。航空機と競合する新幹線については、民主党の長安豊衆議院議員との対談にて、「道路整備や新幹線とかに必死になって、心ある政治家しか空港のことを考えない。変な状況になっていると思いませんか」とも発言し、高速道路や新幹線への対抗心をあらわにした。
また、神戸空港に対しては、神戸空港で羽田、札幌、那覇便が増便された際には、「神戸は関空を補完する位置付けだったはず。競合路線が増えるのは望ましくない」と、取材に対し答えた。また、関西国際空港の第二滑走路の供用開始に併せて開かれたシンポジウムでは、「今後、神戸と客の取り合いにならないか心配。大阪（伊丹）空港を規制して関空の増便を」と述べた。関西国際空港の今後の展望については、同シンポで「アジアとのネットワークを備えた国際貨物ハブ（拠点）空港を目指す」と述べた。
なお、上述の大阪府の橋下徹知事による「大阪空港の廃止を視野に入れた」関西空港の活性化のコメントに対し、「自治体の長が自ら関空シフトの推進を表明してくれた」と、歓迎の意思を表明していたが、2008年9月に行われた神戸市長も交えた会談では、三空港統合に向けた動きにも前向きな姿勢を示した。

#### 関西経済同友会代表幹事（南海電気鉄道会長）山中諄
関西経済同友会代表幹事を勤める山中諄南海電気鉄道会長は、2009年10月22日の記者会見で、「国際ハブ（拠点）空港として関空の機能強化を目指すなら、神戸を廃止し、伊丹の（主要）機能を関空に移転するのがベターではないか」と述べ、神戸空港を廃止すべきだとの見解を示した。

#### その他
イコールフッティング論から見た各空港競争条件の（主に資本費、運営費からの）公平化という視点から、関西国際空港が不利な条件に置かれていると指摘される場合もある。関西国際空港寄りの観点から、大阪国際空港の存続へ否定的意見もある。中央大学経済学部教授の山崎朗は、上記の東海道新幹線との関係や神戸空港の開港と絡めて、山崎の見解として「伊丹を廃止できれば一番いいわけです。伊丹空港は赤字空港ですし、騒音対策費も正確には分かりませんが、毎年70-80億円必要になっているようです」と述べた。
一方で、ニーズの高い空港を閉鎖して、需要を関空に移すという「大阪国際空港廃止」論への反対意見として、「郊外に大型商業店があるので、駅前にある便利で人気のお店を閉店せよ－－－。伊丹廃止論はそう言っているようなもの」と、伊丹市の藤原保幸市長は反論をした。関西国際空港の大きな課題、つまりアクセスの問題と、脆弱な財務体質の反映である高コスト構造を解決しなければ、大阪国際空港を廃止するにせよ存続させるにせよ、関西国際空港の抱える問題の抜本的な解決にならないと、経済・航空関係者なども述べていた。図らずも、これらの主張は、後の大阪国際空港と関西国際空港との経営統合を機に受け入れられていくことになった。

### 神戸空港寄りの主張
神戸空港の開港から間もない2006年3月18日に、二階俊博経済産業大臣（当時）は、タウンミーティングにて、「（神戸空港は）現状は国内空港だが、神戸の街には世界的な知名度がある。取り組み次第で位置づけは上がる」と述べた。

### 鉄道側の主張および航空との競合関係
航空会社側の東京線への対応や政府の運輸政策全体について、東海道新幹線を運用するJR東海の社長を務めた葛西敬之は、国鉄債務の返済スキームの一環として、東海道新幹線の高い収益力が利用され「少なく見積っても二〇%以上高い政策経費負担」が、新幹線には付加されていることを取り上げた。さらに、新幹線は、座席提供数や随時性などの面で、東京-大阪・岡山間の輸送需要への適性が高く、二酸化炭素排出量などの環境負荷が低いことなどの利点を挙げた。新幹線は、本来は経費も安く済む事、政策負担がなければ、本来航空機路線の参入の余地がないことなどを列挙し、「不採算路線維持政策のために政府自らの手で付加した人工的コストを前提に競争させることは、不公平なハンディキャップ競争である」などと批判した。さらに、航空業界を「見せ掛けの競争力」を持ち、美味しい部分だけを掬い取っていく存在として、クリームスキミングの一例だと主張した。これらの解決策としては、航空路網の東京大阪間の発着枠を、国際線や遠距離などに振り分けるべきであると指摘した。しかし、市場規模が徐々に拡大したことや、関西国際空港の開港、東京国際空港の発着枠拡大等もあり、同区間における航空機の旅客シェアと輸送量は大きな伸びを続けていた。この情勢は、政策による解消が見込めないことから、JR東海は、国鉄時代には保守取替え費のみに抑えられていた東海道新幹線へのすべての面について、積極投資を進めることで、旅客のシェアの回復を狙った。また、葛西は、長期的にはリニア方式の中央新幹線を建設することによって、東京－大阪間の航空便が、完全に時間的競争力を失って、飛ばなくなる旨を述べた。
一方で、神戸空港の開港により、航空と鉄道との競争は、さらに激化した。JR側は乗車率の低い「ひかり」を活用して、2005年より、東京観光キャンペーン「トーキョーブックマーク」などで攻勢をかけた。このことについて、国土交通省の鈴木久泰航空局長は、2006年秋に、「今まであまり仲良くなかったJR東海と西日本が、ものすごくサービスを向上させた。神戸空港は向こうを怒らせたところもあり、頑張り切れていない」と述べた。

## 三空港経営統合
関西三空港の役割分担を適切なものとすることを目的として、2005年に関西経済界を中心に、関西三空港懇談会が設けられた。その後、経営を一体化するため、国会でも立法化に乗り出し、2011年の第177回国会にて、「関西国際空港及び大阪国際空港の一体的かつ効率的な設置及び管理に関する法律案」が提出され、可決し、同年5月25日に公布に至った。こうして、大阪国際空港と関西国際空港は2012年7月1日に経営統合された。なお、関西三空港懇談会は2010年以降開催されておらず、2017年には兵庫県知事の井戸敏三関西広域連合長から、懇談会座長の松本正義関西経済連合会会長に対し懇談会の再開の要望がなされた。
大阪国際空港と関西国際空港の経営統合の前には、国土交通省は両空港の運営基本方針を示していた。そこでは、両空港の活用策が提示された。その一方で、大阪国際空港について、中央リニア新幹線の開業などの情勢変化に応じて、将来的には廃止も含めて、大阪国際空港あり方の検討がなされると明記された。この基本方針の「廃止」の文言には、経営統合の理念に反するとして、11市協を含めた地元が反発した。11市協は、国に対して、運営基本方針から「廃止」の文言を削除する要望書を提出するなどの対応を取った。なお、この要望書提出に、大阪国際空港廃港論を唱える橋下徹大阪市長は反発し、対抗措置として、大阪市を11市協から脱退させた。このような動きをうけて、10市協は、この運用基本方針の修正を引き続きを求める一方で、「廃止」の文言について当面は静観する方針をとっている。
参考までに、大阪国際空港廃止を含めた空港のあり方を検討する要素のひとつである「中央リニア新幹線の開通」については、次のような見解がある。中央リニア新幹線の運用者である東海旅客鉄道は、中央リニア新幹線の影響を大きく評価しており、将来の東京-大阪間の交通利用は完全に中央リニア新幹線へ移行するとの見解を発表している。また、産経新聞は、過去に東北新幹線開業によって東京国際空港と仙台空港・青森空港を結ぶ路線が廃止になった事実から、中央リニア新幹線開業にともなって大阪国際空港の主要路線である東京国際空港との便が廃止になるだろうとの見方を示している。このような中央リニア新幹線の大阪-東京間の航空路線への影響を見据えて、中央リニア新幹線開業後の関西三空港合計の国内線旅客数の試算は、大阪国際空港と関西国際空港の経営統合前の時点でのものではあるが、各団体によって行われている。関西三空港すべての積極活用を支持する兵庫県は、2012年で2,100万人である国内線旅客数が、2025年には2,300万人に増加すると予測している。一方、関西経済連合会の試算では、同時期に1,500万人に下がると予測しており、兵庫県の試算とは800万人の差がある。旅客数が減少するとした関西経済連合会の試算は、大阪国際空港廃止を主張する橋下徹大阪市長が、その主張の論拠としている。このような意見も踏まえて、航空や財政学などの専門家は、次のような意見を述べている。航空アナリストの杉浦一機は、大阪国際空港についての「リニア新幹線開業後も競争力は維持か リニアは本当にライバルなのか」と題した寄稿で、次のように述べている。2045年に中央リニア新幹線が東京-大阪間を結ぶと、その所要時間は67分となり、競合航空路線である東京（羽田）発大阪（伊丹）行の所要時間の65分に迫る。しかしながら、中央リニア新幹線の始発・終着駅は、地域最大のターミナル駅である東京駅や大阪駅ではなく、そこから少し離れた品川駅と新大阪駅である。さらに、その駅でも中央リニア新幹線のプラットホームは地下40 mを超える深さになることが見込まれている。ターミナル駅から中央リニア新幹線駅までの移動時間に加えて、リニア新幹線駅の入口からその地下深くのプラットホームまでの駅構内移動時間を考慮すると、中央リニア新幹線の時間的優位性には疑問が残ると指摘している。また、杉浦は、中央リニア新幹線の建造費・車両費などに対して、公表されている中央リニア新幹線の予定運賃が安すぎることを指摘している。加えて、今後の中央リニア新幹線の事業費はさらに増加することが見込まれ、実際の中央リニア新幹線の運賃は、現在の公表値よりもさらに上がるのではないかとみている。また、中央リニア新幹線の輸送力にも問題が残ると指摘している。中央リニア新幹線の技術的な制限から、その車両は小型になり、運転間隔も大きく取る必要がある。そのため、中央リニア新幹線の輸送量は現行の40%減になるとみられている。これらに対して航空では、ボーイング787などの低コスト機の登場や航空機燃料税・着陸料引き下げなどによる、コスト削減で低運賃化が予想されている。このような背景から、将来、中央リニア新幹線が登場しても、大阪国際空港を発着する航空路線や現行の新幹線の競争力・重要性は変わらないであろう、と杉浦は述べている。また、財政学者の上村敏之も、著書のなかの「伊丹廃港論は現実的か」と題した一節で、確かに将来中央リニア新幹線が大阪まで開通することでJRの影響力が大きくなるが、それでも、利便性・運賃などの面において、大阪国際空港の存在は交通利用者にとって有益である、と述べている。
神戸空港も含めた一体経営についての言及もなされている。2012年8月31日、関西国際空港と大阪国際空港の経営統合後の新しい運営者である新関西国際空港株式会社の安藤社長は、将来的に神戸空港についても、同社の経営とする3空港一体経営に言及した。同社長の一体経営に関連する公式発言は、これが初めてであった。

### 公的機関（報道発表は別）
- 国土交通省航空局トピックス
  - 交通政策審議会航空分科会で2006年9月から2007年6月まで行われた10回の審議の経過などが読める（航空会社からのヒアリングを行った回の他、第6回は関西圏がテーマとなっている）。他に関西3空港懇談会への参加についてなどがある。
- 国土交通省大阪航空局
- 関西国際空港全体構想促進協議会
  - メールマガジン「KIXは、いま」を定期で発行。バックナンバーも読める。
- 関西国際空港用地造成株式会社
  - 関西国際空港2期事業（空港の設置経緯や当時の資料が充実）
- 財団法人関西空港調査会
- りんくうタウン
- 空港対策室大阪府（関空関係資料が充実）
- 空港対策室大阪市
- 空港伊丹市＞伊丹の魅力
  - 騒音監視や防音工事に関する説明がある。
- 大阪国際空港問題の概要（2007年（平成19年）3月）豊中市
- 大阪港湾・空港整備事務所（国土交通省近畿地方整備局）
- 大阪国際空港（大阪国際空港ターミナル株式会社・旅客ターミナル等の運営を行う）
- 「大阪国際空港の在り方」に関する定期航空協会の意見定期航空協会 2002年11月25日
- 大阪国際空港及びその周辺地域活性化促進協議会
- 大阪国際空港と共生する都市宣言伊丹市例規集 2007年4月1日

### 報道発表
- 大阪国際空港の運用見直し案に関するパブリックコメント募集結果について国土交通省航空局飛行場部環境整備課 2004年9月29日
- 大阪国際空港の今後のあり方（11市協への回答）国土交通省航空局飛行場部環境整備課 2004年12月12日

### 報道
- 大阪空港の減便検討  全日空社長は慎重姿勢 - ウェイバックマシン共同通信47News 2004年7月15日
- 関西空港10年 第一部 揺れる足元大阪日日新聞　2004年8月4日
- 神戸空港「国際化」、財界は禁句？ 関空への悪影響懸念朝日新聞asahi.com
- 関西国際空港㈱ 村山 敦社長に聞く vol.1　　離着陸スムーズ「真の24時間空港」へ泉南文化ジャーナル社
- これからの関空と地元泉州泉南文化ジャーナル社
- asahi.com：伊丹空港－伊丹駅に次世代路面電車 兵庫県が調査費計上 - ウェイバックマシン（2007年5月3日アーカイブ分） 朝日新聞 2007年3月9日
- 関空・第2滑走路オープン記念シンポジウム Nikken Times 特集 2007年5月31日
- 伊丹空港：第1種「格下げ」に反対－－11市協幹事会で強調／兵庫 毎日新聞阪神版 2007年6月30日
- 揺らぐすみ分け、「オール関西」どう着陸──第2滑走路離陸 関空の選択 日経新聞 2007年7月26日
- 神戸空港の国際化可能 二階経産相 神戸新聞 2006年3月19日
- 光と影－神戸空港開港1年 神戸新聞 2007年2月10-15日
  - 1.再編の波 路線減 迫られる具体策（2007/02/10)
  - 2.ＶＳ新幹線 激しい競争募る危機感（2007/02/11）
  - 3.売れぬ土地 企業敬遠、打開策探る（2007/02/12）
  - 4.集客力 素通り阻止へ連携模索（2007/02/15）
- 世界に飛び立つ玄関に 神戸空港と連携強化 神戸新聞 2007年8月2日
- 橋下知事「伊丹廃止も」 関空活性化で検討指示 - ウェイバックマシン（2008年8月5日アーカイブ分） 産経ニュース 2008年7月31日
- 3空港「一体運営めざす」――橋下知事・神戸市長・関空社長が会談「1年めどに総意」日経NET関西 2008年9月12日

### その他
- 未来へ羽ばたく神戸空港
  - 神戸空港の施設概要や歴史的経緯について詳しく書かれている。
- 神戸空港へようこそ？風見鶏ねっと（神戸空港反対派のウェブサイトだが資料が充実している）
- 大阪国際空港を考える会
  - 空港の地元自治体関係者、周辺住民等により構成され、大阪国際空港の存続、支援を目的とする。活動として自治体首長を招いてフォーラムなどを開催している。
- 大阪国際（伊丹）空港格下げ議論に地元反発 - ウェイバックマシン（2007年7月13日アーカイブ分）斉喜広一 2007年2月28日
- 1950年代の大阪（伊丹）国際空港「伊丹市他周辺都市の騒音対策の沿革」等
- 『関西国際空港 生者のためのピラミッド』 - ウェイバックマシン（2000年11月2日アーカイブ分）読書ノート
- 関西国際空港の10年間 - ウェイバックマシン（2007年4月30日アーカイブ分）大阪観光大学安達清治研究室
- Kansai空港レビュー2006年3月号巻頭言 - ウェイバックマシン（2007年9月28日アーカイブ分）小坂英治(PDF)